# Place du marché (Hämeenlinna)
La place du marché (finnois : Kauppatori) est la place de marché principale du centre-ville d'Hämeenlinna en Finlande,.

## Présentation
La place du marché est située dans le Saaristenmäki à l'endroit où elle est déjà placée dans le plan de la ville de 1775.
Après l'incendie d'Hämeenlinna de 1831, Carl Ludwig Engel trace en 1832 un nouveau plan de ville dans lequel la place du marché et les rues qui l'entourent restent en place.
La place du marché est bordée par les rues Raatihuoneenkatu, Linnankatu, Hallituskatu et Sibeliuksenkatu.
La place est entourée de nombreux bâtiments d'époques et de styles différents.
Les plus connus sont l'église d'Hämeenlinna (1798), l'ancienne maison du gouverneur du comté (1834) et la mairie d'Hämeenlinna (1888).
De plus, le centre commercial Linna est situé dans l'îlot urbain du côté ouest de la place du marché.
Le parc du marché conçu par Armas Lindgren en 1910 sépare la place du marché de l'église.